# Вайолет Чачки
Пол Джейсон Дардо (англ. Paul Jason Dardo; род. 13 июня 1992, Атланта, Джорджия, США), более известный как Вайолет Чачки (англ. Violet Chachki) — американский танцор, модель, певец и дрэг-квин. Широкую известность получил после победы в седьмом сезоне шоу «Королевские гонки Ру Пола».

## Карьера
Впервые в образе Вайолет он выступил в 19 лет в баре «LeBuzz» в Мариетте, Джорджия. Имя «Вайолет» было вдохновлено персонажем Дженнифер Тилли в фильме «Связь», а фамилия «Чачки» (Chachki) — это трансформация слова на идише «tchotchke», что значит «цацки». Для того чтобы попасть на разные площадки для выступлений, Дардо использовал фейковые документы. Еще до совершеннолетия он выиграл конкурс «Miss New Faces» в Атланте. Он поступил в Колледж искусств и дизайна Саванны, однако бросил его, решив сосредоточившись на дрэге. Дардо стал выступать в баре «Jungle», что дало ему местную популярность. На своих шоу он выступал с такими королевами как Аляска, Леди Банни и Аманда Лепор.
В 2013 году принял участие в фотовыставке «Legendary Children», которая была посвящена американскому дрэг-искусству. Две фотографии с ним, одно полностью обнажённое, другое, где он в гаффе (нижнее бельё, скрывающее половые органы, когда мужчина в дрэге), вызвали критику, отчего вскоре были убраны.
В 2015 году Вайолет Чачки приняла участие в седьмом сезоне шоу «Королевские гонки Ру Пола», где заняла первое место и выиграла денежный приз в размере $100 000 после того, как неудачно пытался попасть в 6 сезон. В том же году вышел дебютный мини-альбом Gagged.
В январе 2017 года он присоединился к шоу «The Art of Teese» Диты фон Тиз, где стал исполнять бурлеск и номера с воздушной гимнастикой.. В ноябре того же года Вайолет Чачки стала первой дрэг-квин-моделью винтажного нижнего белья фирмы «Bettie Page Lingerie».
В 2018 году представлял на подиуме коллекцию Moschino на Неделе моды в Милане. В 2019 году в наряде того же бренда появился на Мет Гала, темой которого был кэмп.

## Дискография

### Мини-альбомы
- Gagged (2015)

### Синглы
- «Bettie» (2015)
- «Vanguard» (2015)
- «A Lot More Me» (2018)
- «Mistress Violet» (2021)